# 土佐欧氏鰧
土佐欧氏鰧（学名：Owstonia tosaensis）为欧氏鰧科欧氏鰧属的鱼类。分布于西北太平洋、台湾岛以及中国南海等海域，属于深海底层鱼。该物种的模式产地在柯钦。